# Charles Pecher
Charles Pecher (Antwerpen, 26 november 1913 – Joliette, 28 augustus 1941) was een Belgisch pionier in de nucleaire geneeskunde. Hij ontdekte en voerde strontium-89 in de geneeskunde, als derde medische radio-isotoop (na fosfor-32 en jodium-131, respectievelijk door John H. Lawrence en Joseph G. Hamilton ingevoerd). De autoradiografieën van dieren of organen na toediening van strontium-89 of fosfor-32 gaven de start tot de ontwikkeling der botscintigrafie. Charles Pecher was ook een pionier in fundamentele neurofysiologie door zijn bewijs van toevalsprocessen in het zenuwstelsel.

## Levensloop
Charles was de zoon van de liberale politicus Édouard Pecher en Emilie Speth. Na middelbare studies aan het Koninklijk Atheneum Antwerpen (1932) vervolgde hij met een universitaire vorming in zowel fysica als geneeskunde. Hij werd assistent van professor Rylant aan de Université libre de Bruxelles, waar hij zich toelegde op de biofysica. Zijn medische studies werden bekroond met de Armand Kleefeld Prize en leverde hem een beurs op van de Belgian Educational American Foundation om zijn onderzoek voort te zetten in de Verenigde Staten. Op 1 augustus 1939 trouwde Pecher met onderzoekster Jacqueline Van Halteren (Brussel, 31 mei 1915 - Brussel, 16 september 2013) en de maand erna reisde het koppel af naar de VS.
Pecher werkte eerst in Harvard en daarna in het beroemde stralingslaboratorium van Ernest Lawrence aan de UC Berkeley, waar hij radioisotopen produceerde in de cyclotron. Zijn werk met strontium-89, een calcium-analoog, leidde uiteindelijk tot de toediening ervan aan een terminale patiënt met osteoblastische uitzaaiingen. Deze palliatieve behandeling voor naar de beenderen uitgezaaide borst- en prostaatkankers werd pas in 1993 goedgekeurd voor gebruik in de VS onder de commerciële naam Metastron. Een postuum gepubliceerde autoradiografie11 van een met strontium-89 gemerkte geamputeerd been, is de eerste menselijke botscintigrafie.
Na twee intense jaren raakte Pecher verstrikt in de Tweede Wereldoorlog. Hij zag zich gesteld voor een keuze tussen zijn vaderlandse plicht en zijn wetenschappelijke roeping, met als complicerende factor de Amerikaanse druk om aan het werk te blijven in een domein waarvan de militaire relevantie ten volle werd onderkend, met alle geheimhouding van dien. Uiteindelijk gaf Pecher gehoor aan zijn oproeping voor het Belgisch leger in het Verenigd Koninkrijk. In Canada (Joliette), waar hij verondersteld was in te schepen, overleed hij. Uit de hoge dosis barbituraten in zijn lichaam werd zelfmoord afgeleid. Twee maanden later werd zijn dochter geboren.
Op 17 november 1942 werd alsnog zijn patent voor het gebruik van de synthetische gammastraler yttrium-86 gepubliceerd, wat in industriële metaalradiografie het duurdere radium kon vervangen. Deze uitvinding maakte het opsporen van scheuren en andere defecten in metalen zoals bij vliegtuigen veel goedkoper.

## Publicaties
- "Étude statistique des variations spontanées de l’excitabilité d’une fibre nerveuse", in: Comptes rendus des séances de la Société de biologie, 1936, 122, p. 87-91
- "Fluctuations indépendantes de l’excitabilité de deux fibres d’un même nerf", in: Comptes rendus des séances de la Société de biologie, 1937, 124, p. 839-842
- "La fluctuation d’excitabilité de la fibre nerveuse", in: Archives Internationales de Physiologie, 1939, 49, p. 129-152
- "Secretion of Radio-Strontium in Milk of Two Cows Following Intravenous Administration", in: Proc. Soc. Exp. Biol. & Med., 1940, 45, p. 762-764 (met L. A. Erf)
- "A Long-Lived Isotope of Yttrium", in: Physical Review, 1940, 58, p. 843
- "Biological Investigations with Radioactive Calcium and Radioactive Strontium. Simultaneous Production of Radio-Strontium for Therapeutic Bone Irradiation and a Radio-Yttrium Suitable for Metallic Radiography", in: Journ. of Appl. Physics, 1941, 12, p. 318-319
- "Recent Advances in Clinical Medicine with the Aid of Artificially Prepared Radioactive Isotopes", in: J. Clin. Invest., 1941, 20, p. 436 (met J. H. Lawrence, J. G. Hamilton en L. A. Erf)
- "Radioactive Rb from Deuteron Bombardment of Sr", in: Physical Review, 1941, 59, p. 902 (met A. C. Helmholz en P. R. Stout)
- "Biological Investigations with Radioactive Calcium and Strontium", in: Proc. Soc. Exp. Biol. & Med., 1941, 46, p. 86-91
- "Radio-Calcium and Radio-Strontium Metabolism in Pregnant Mice", in: Proc. Soc. Exp. Biol. & Med., 1941, 46, p. 91-94 (met J. Pecher)
- "Biological Investigations with Radioactive Calcium and Strontium. Preliminary report on the Use of Radioactive Strontium in the Treatment of Metastatic Bone Cancer", in: University of California Publications in Pharmacology, 1942, 2, p. 117-150 (postuum)

## Voetnoten
1. ↑  Official Gazette of the United States Patent Office, Volume 544, US Patent 2.302.420, voor yttrium-86 radiografie. Gearchiveerd op 11 juni 2023.
2. ↑  Amand Lucas, "The overlooked achievements of Charles Pecher and Edgar Sengier", in: Physics Today, 16 juli 2019. DOI:10.1063/PT.6.4.20190716a

- Gemeinsame Normdatei: 1216848262
- International Standard Name Identifier: 0000 0003 6491 6598
- Nationale bibliotheek van Australië: 58802427
- Système universitaire de documentation: 191650013
- Virtual International Authority File: 2908145857147822921910
- WorldCat: E39PBJvMxrhfgDhDgtpKJDRtKd